# Emilio Uberti
Emilio Uberti (Roma, 2 novembre 1933 – Milano, 29 dicembre 2016) è stato un fumettista, regista e illustratore italiano.

## Biografia
La famiglia si trasferì nel 1934 a Milano, città dove frequentò la Scuola d’Arte Superiore del Castello Sforzesco iniziando a lavorare poi nel campo editoriale senza completare il corso di studi; inizia a collaborare col disegnatore Augusto Pedrazza alla serie a fumetti di Akim. Esordì poi nel 1951 sul settimanale La vispa Teresa della Editoriale Dea collaborando poi con molti altri editori. Per Tristano Torelli realizza dal 1952 al 1953 fumetti per le riviste Mignon e Piccola Freccia; per la Dardo realizza nel 1954 gli ultimi due episodi della serie western Stormy Red; sulla serie Albi dell'Intrepido della Editrice Universo pubblica nel 1953 una prima storia ma la collaborazione si interrompe per riprendere con regolarità cinque anni dopo producendo una trentina di albi; nello stesso periodo realizza alcune serie a fumetti western scritte da Gian Luigi Bonelli, Kocis nel 1957, pubblicata nella collana Audace, e, nella collana Zenith, le serie Hondo e Ringo; per la Editoriale Dardo nel 1961 idea e realizza la sua prima serie a fumetti, Tornado, pubblicata in appendice alla serie Kinowa; interrompe poi la produzione di tavole a fumetti per dedicarsi all'illustrazione realizzando copertine di albi della Dardo come Capitan Miki, Il grande Blek, Kinowa e Collana Eroica; illustra copertine anche per altri editori come Renato Bianconi e per l'edizione francese di Diabolik e Spiderman. Collabora anche dal 1962 al 1963 con l'editore Angelo Fasani realizzando serie di fumetti di genere avventuroso nella collana Albo Grandi Avventure e nelle riviste Penna Bianca e Il Giornalino di Lucky. Ha collaborato anche con varie pubblicazioni a fumetti dell'editore francese Lug.
Negli anni sessanta vinse un concorso della RAI e interrompe definitivamente la carriera da disegnatore per dedicarsi al cinema. Esordisce come regista col cortometraggio La testa nella sabbia che riscosse un certo successo vincendo alcuni premi internazionali. Per la casa di produzione Gamma Film di Roberto Gavioli dirige alcuni cortometraggi per il programma televisivo Carosello; poi collabora con la casa di produzione di Bruno Bozzetto e, successivamente, realizza servizi per trasmissioni televisive come Mixer e Nonsolomoda, oltre che videoclip e spot pubblicitari. Ha diretto anche trasmissioni televisive per la televisione di stato italiana come il programma Mister Fantasy (1981-1984), e per televisioni private come Retequattro, Canale Cinque e Tele Monte-Carlo. Negli anni novanta realizzò documentari in vari paesi come Thailandia, Giordania, Messico. È stato cremato nel cimitero di Lambrate, che ne conserva le ceneri in una celletta.

## Filmografia
Documentari
- Wind of Jordan
- Treasures of Thailand

## Riconoscimenti
- medaglia d'oro al New York Film Festival del 1997 per Treasures of Thailand[1]
- primo premio al New York Film Festival del 1998 per Wind of Jordan[1]
- medaglia d'oro al Milan Communication Pubblicitaria 1999 per Treasures of Thailand[1]
- mostra a Reggio Emilia nel 2012[5]
- mostra Emilio Uberti, Segni di Viaggio, presso WOW Spazio Fumetto di Milano.[5]